# Ask the Slave
Ask the Slave est un groupe islandais de metal progressif. Le groupe mélange différents styles et leurs compositions sont imprévisibles. Inactif jusqu'en 2011, le groupe se réunit dix ans après, en 2021. Parmi les membres figurent Ragnar Ólafsson (Árstíðir) et Valur Guðmundsson (Andlát).

## Histoire
Ask the Slave est formé en 2004. Ils publient un premier album baptisé Kiss Your Chora, en 2007. En 2010, le groupe sort son deuxième album studio, The Order of Things. Le groupe se sépare un an plus tard en 2011.
Après 10 ans de séparation, Ask the Slave se réunit en 2021. Les membres annoncent la sortie d'un troisième album studio — et leur tout premier publié à l'international —, en collaboration avec les labels Crime Records et We Låve Rock Music. En guise d'avant-goût pour l'album à venir, Ask the Slave sort le 24 avril 2021 son deuxième single Wounded Knee, accompagné d'un clip lyrique. Le 4 juin 2021 sort l'album Good Things Bad People, qui attire l'attention de la presse internationale,,.

## Style musical
Le style musical du groupe, bien que mêlant plusieurs genres comme le psychédélique, est principalement considéré rock et metal progressif. Pour Aux Portes du Metal, c'est une « sorte de patchwork expérimental où l’on retrouverait, pêle-mêle, Blue Öyster Cult, Talking Heads, System of a Down, King Crimson et Manhattan Transfer. »

## Membres

### Membres actuels
- Elvar Atli Ævarsson — guitare, chant
- Hálfdán Árnason — basse, synthétiseur
- Ragnar Ólafsson — chant, piano
- Skúli Gíslason — batterie, percussions
- Valur Árni Guðmundsson — guitare, voix

### Anciens membres
- Engilbert Hauksson — basse
- Hinrik Þór Einarsson — batterie
- Gunnar Freyr Hilmarsson — basse

## Discographie
- 2007 : Kiss Your Chora
- 2010 : The Order of Things
- 2021 : Good Things Bad People